# 三田義正
三田 義正（みた よしまさ、1861年5月30日（文久元年4月21日 ）- 1935年（昭和10年）12月31日）は、日本の実業家、政治家。三田商店の創業者。貴族院多額納税者議員。旧制岩手中学校（現岩手中学校・高等学校）創設者。現在の盛岡市菜園・大通り商店街の礎を築いたことで知られる。幼名・寅太郎。

## 人物
陸奥国岩手郡仁王村赤川（岩手県南岩手郡仁王村を経て現盛岡市本町通三丁目）で、盛岡藩士三田義魏（よしたか）、キヨの長男として生まれた。鍛冶町学校、藩校作人館を経て、仙台の宮城英語学校を卒業し、東京の学農社で西洋の農学を学んだ。1881年（明治14年）、岩手県庁に勤めるも2年で退職。1886年（明治19年）に加賀野村会議員に当選。岩手県会議員、盛岡市会議員を歴任するも、友人の選挙支援に失敗し、家産の大部分を失う。しかし、母キヨの支援により火薬販売等の権利を獲得し、明治27年（1894年）に三田火薬販売所（現・株式会社三田商店）を設立し、次第に業務を拡大していく。1913年（大正2年）馬淵電気会社を設立し、1925年（大正14年）盛岡商業会議所議員となった。
1898年（明治31年）10月、弟・俊次郎、冨田小一郎らと岩手育英会を設立。1926年（大正15年）には旧制岩手中学校（現・岩手中学校・高等学校）を創設。1927年（昭和2年）には南部土地株式会社を設立し、それまで南部氏が所有していた菜園地区を埋め立て現在の盛岡市菜園、大通り商店街の基礎を築いた。現在「映画館通り」と呼ばれるものは、1935年（昭和10年）に義正の設立した株式会社中央映画劇場がはじまりである。
1922年（大正11年）1月、岩手県多額納税者として補欠選挙で貴族院多額納税者議員に互選され、同月25日に就任し1925年（大正14年）9月28日まで在任。政友会、のち政友本党系の院内会派である交友倶楽部に所属した。

## 親族
- 弟の三田俊次郎は、盛岡実科高等女学校（現・岩手女子高等学校）、私立岩手病院（現・岩手医科大学）の創設者である[8]。養子に三田定則。
- 長男・三田義一 - 三田商店社長。岳父に中津川銀行頭取・山中佐平。
  - 孫・三田正樹 - 義一の二男。慶応大学経済学部大学院卒業後、三和銀行入行、ロンドン、ニューヨーク、サンフランシスコ支店長などを経て三和国際基金専務理事。妻の千世は松本烝治長男で慶応大学教授の松本正夫の長女[9]。千世の妹に島多代。
  - 孫・三田義三 - 義一の三男。慶応大経済学部、法学部、ミュンヘン大学卒。三田商店会長。岳父に土井八郎兵衛。[9]
  - 親戚:中村治兵衛 (貴族院議員) [10]

## 伝記
- 藤井茂『三田義正 : 人材育成と果断の事業家』石桜振興会、1992年。